# Mass Effect: Paragon Lost
Pour plus de détails, voir Fiche technique et Distribution.
Mass Effect: Paragon Lost est un film d'animation américain réalisé par Atsushi Takeuchi, sorti en 2012 dans quelques cinémas puis en vidéo. Il est basé sur la série de jeux vidéo Mass Effect et se déroule au même moment que les événements de Mass Effect 2.

## Synopsis
En 2183, la colonie humaine de Fehl Prime, un important producteur de produits pharmaceutiques pour l'Alliance interstellaire, est attaquée par un groupe de mercenaires, le Blood Pack, mené par le krogan Archuk. L'Alliance envoie plusieurs équipes de marines pour aider les colons en difficulté. Seule une unité, la Delta Squad, survit à l'atterrissage forcé de leur navette. Le lieutenant James Vega est contraint d'en prendre le commandement alors que le capitaine Toni n'est plus en mesure de mener l'équipe.

## Fiche technique
- Titre : Mass Effect: Paragon Lost
- Réalisation : Atsushi Takeuchi
- Scénario : Henry Gilroy, Patrick Seitz et J. Michael Tatum
- Musique : David S. Kates et Joshua Mosley
- Production : Justin Cook, Manami Fukawa et April Rogers
- Société de production : BioWare, Electronic Arts, FUNimation Entertainment, Production I.G. et T.O. Entertainment
- Société de distribution : FUNimation Entertainment
- Pays de production :  États-Unis,  Japon,  Canada et  Corée du Sud
- Genre : Animation, action et science-fiction
- Durée : 84 minutes
- Date de sortie : 
  - États-Unis : 28 décembre 2012

## Doublage
- Freddie Prinze Jr. : le lieutenant James Vega
- Monica Rial : Treeya
- Vic Mignogna : Messner
- Todd Haberkorn : Milque
- Eric Vale : Essex
- Josh Grelle : Nicky
- Travis Willingham : le capitaine Toni
- Justin Cook : Brood
- Marc Swint : Mason
- Bruce Carey : l'amiral Hackett
- Laura Bailey : Kamille
- Jad Saxton : April
- Kara Edwards : Christine
- Jason Douglas : Archuk
- Patrick Seitz : le capitaine David Anderson
- Jamie Marchi : Dr. Liara T'Soni